# Charlie Rinn
Charlie Rinn (eigentlich Charlie Rinn-Roock; * 11. Mai 1937 in Rotenburg (Wümme); † 17. Juli 2016 in Stade) war ein deutscher Schauspieler.

## Wirken
Charlie Rinn war seit Beginn der 1970er Jahre für etwa 40 Jahre ein vielbeschäftigter Darsteller in deutschen Fernsehserien und Fernsehfilmen. Bekannt wurde er vor allem durch etliche Auftritte in den Krimiserien Die Männer vom K3 und  Tatort sowie in der Arztserie Der Landarzt. Er spielte gerne den mehr kantigen und schweigsamen Typen.
Charlie Rinn engagierte sich über 10 Jahre  für die Pflege und Erhaltung des Schlosses Agathenburg und gestaltete Lesereihen für das dortige Kulturprogramm mit eigenen Vorträgen.

## Filmografie (Auswahl)
- 1971: Percy Stuart (Fernsehserie, 1 Folge)
- 1971: Hamburg Transit – 35 Minuten Verspätung
- 1971: Kein Geldschrank geht von selber auf (Fernsehfilm)
- 1972: Der Eisberg der Vorsehung (Fernsehfilm)
- 1973: Tatort: Jagdrevier (Fernsehreihe)
- 1974: Im Auftrag von Madame (Fernsehserie, 1 Folge)
- 1974: Sonderdezernat K1 (Fernsehserie, 1 Folge)
- 1974–1996: Aktenzeichen XY … ungelöst (Fernsehserie, 2 Folgen)
- 1975: Tatort: Kurzschluß (Fernsehreihe)
- 1978: Neues aus Uhlenbusch (Fernsehserie, 1 Folge)
- 1980: Luftwaffenhelfer (Fernsehfilm)
- 1980–1982: St. Pauli–Landungsbrücken (Fernsehserie, 2 Folgen)
- 1981: Der Fuchs von Övelgönne – Ein Fall für Lehmitz
- 1982: Der Tod in der Waschstraße
- 1984: Helga und die Nordlichter (Fernsehserie, 1 Folge)
- 1986: Vertrauen gegen Vertrauen (Fernsehfilm)
- 1986: Geschichten aus der Heimat – Gift, Schnaps und Meeresleuchten (Fernsehfilm)
- 1987: Der Schrei der Eule (Fernsehfilm)
- 1988–1993: Die Männer vom K3 (Fernsehserie, 4 Folgen)
- 1989–2004: Der Landarzt (Fernsehserie, 7 Folgen)
- 1990: Alles im Griff (Fernsehfilm)
- 1990: Die zukünftigen Glückseligkeiten (Fernsehfilm)
- 1991: Zwei Münchner in Hamburg (Fernsehserie, 1 Folge)
- 1993–1997: Freunde fürs Leben (Fernsehserie, 2 Folgen)
- 1993–1996: Adelheid und ihre Mörder (Fernsehserie, 2 Folgen)
- 1995: Evelyn Hamanns Geschichten aus dem Leben (Fernsehserie, 1 Folge)
- 1998: Stubbe – Von Fall zu Fall (Fernsehserie, 1 Folge)
- 1999: Tatort: Der Duft des Geldes (Fernsehreihe)
- 2000: Tatort: Rattenlinie (Fernsehreihe)
- 2001: Polizeiruf 110 (Fernsehserie, 1 Folge)
- 2001: Das Glück sitzt auf dem Dach (Fernsehfilm)
- 2002: Die Rettungsflieger (Fernsehserie, 1 Folge)
- 2002–2006: Großstadtrevier (Fernsehserie, 2 Folgen)
- 2003: Der Pfundskerl (Fernsehserie, 1 Folge)
- 2005: Tsunami (Fernsehfilm)
- 2005: Keine Lieder über Liebe (Spielfilm)
- 2006: M.E.T.R.O. – Ein Team auf Leben und Tod (Fernsehserie, 1 Folge)
- 2006–2007: Küstenwache (Fernsehserie, 2 Folgen)
- 2007: Die Familienanwältin (Fernsehserie, 1 Folge)
- 2008: Up! Up! To the Sky (Fernsehfilm)
- 2009: Böseckendorf – Die Nacht, in der ein Dorf verschwand (Fernsehfilm)
- 2009: Es liegt mir auf der Zunge (Fernsehfilm)
- 2010: SOKO Wismar (Fernsehserie, 1 Folge)
- 2014: Kadim Dostum – Mein bester Freund (Fernsehserie, Türkei)